# Hypagyrtis
Hypagyrtis là một chi bướm đêm thuộc họ Geometridae.

## Các loài
- Hypagyrtis brendae Heitzman, 1975
- Hypagyrtis esther (Barnes, 1928)
- Hypagyrtis piniata (Packard, 1870)
- Hypagyrtis unipunctata (Haworth, 1809)

## Phân loại
Chi này được xếp vào các tông khác nhau tùy theo thời điểm: Forbes (1948) xếp vào Melanolophiini, McGuffin (1977) chuyển vào Boarmiini. Hodges và các đồng tác giả (1983) chuyển vào Bistonini và cuối cùng Rindge (1985) chuyển lại về Boarmiini.